# Angerona parvula
Angerona parvula là một loài bướm đêm trong họ Geometridae.